# Three Sisters (Australien)

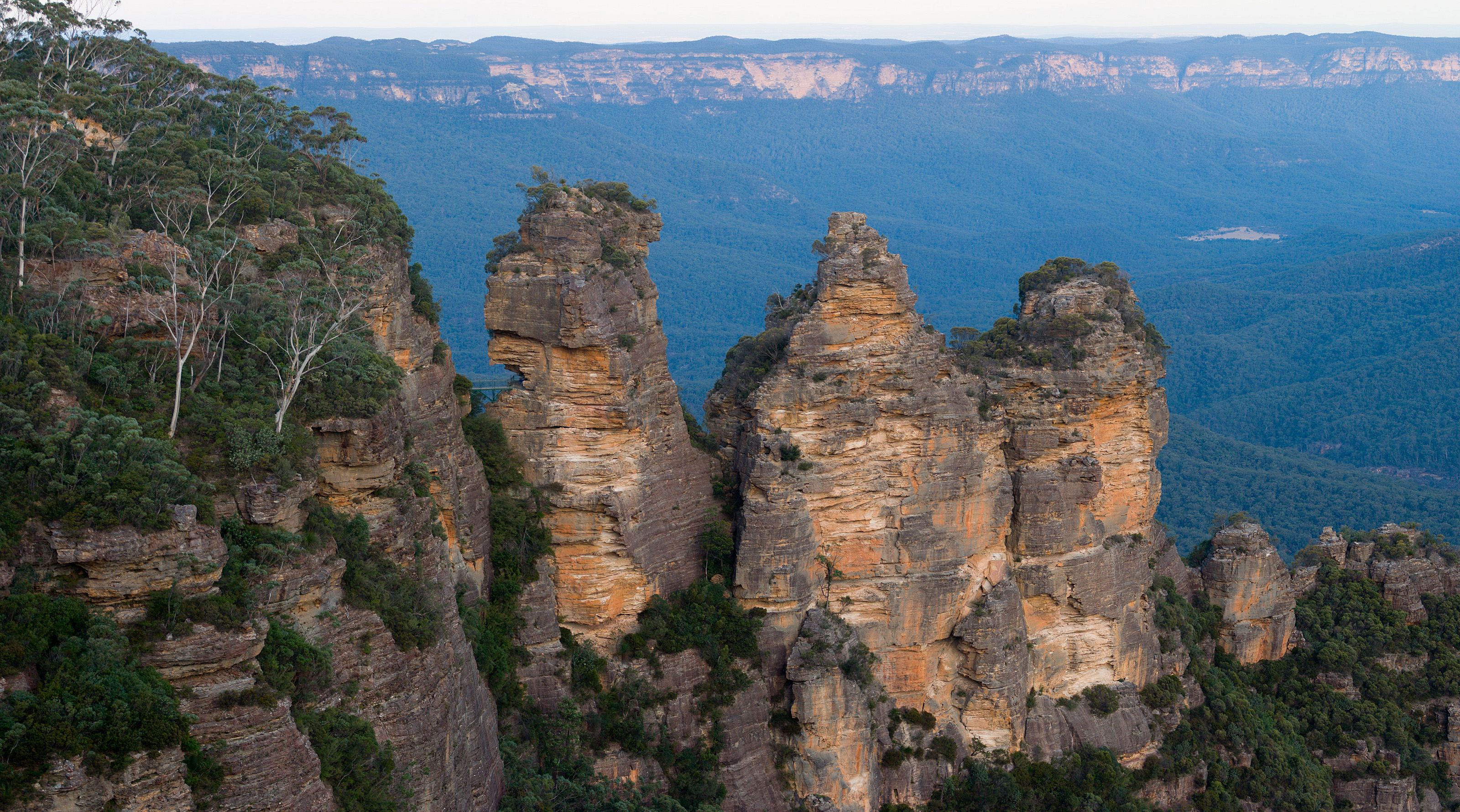
Die Three Sisters türmen sich über dem Jamison Valley auf. Die heller orange/gelb gefärbten Bereiche der drei Felsentürme zeigen Gestein, das geringfügig verwittert ist.

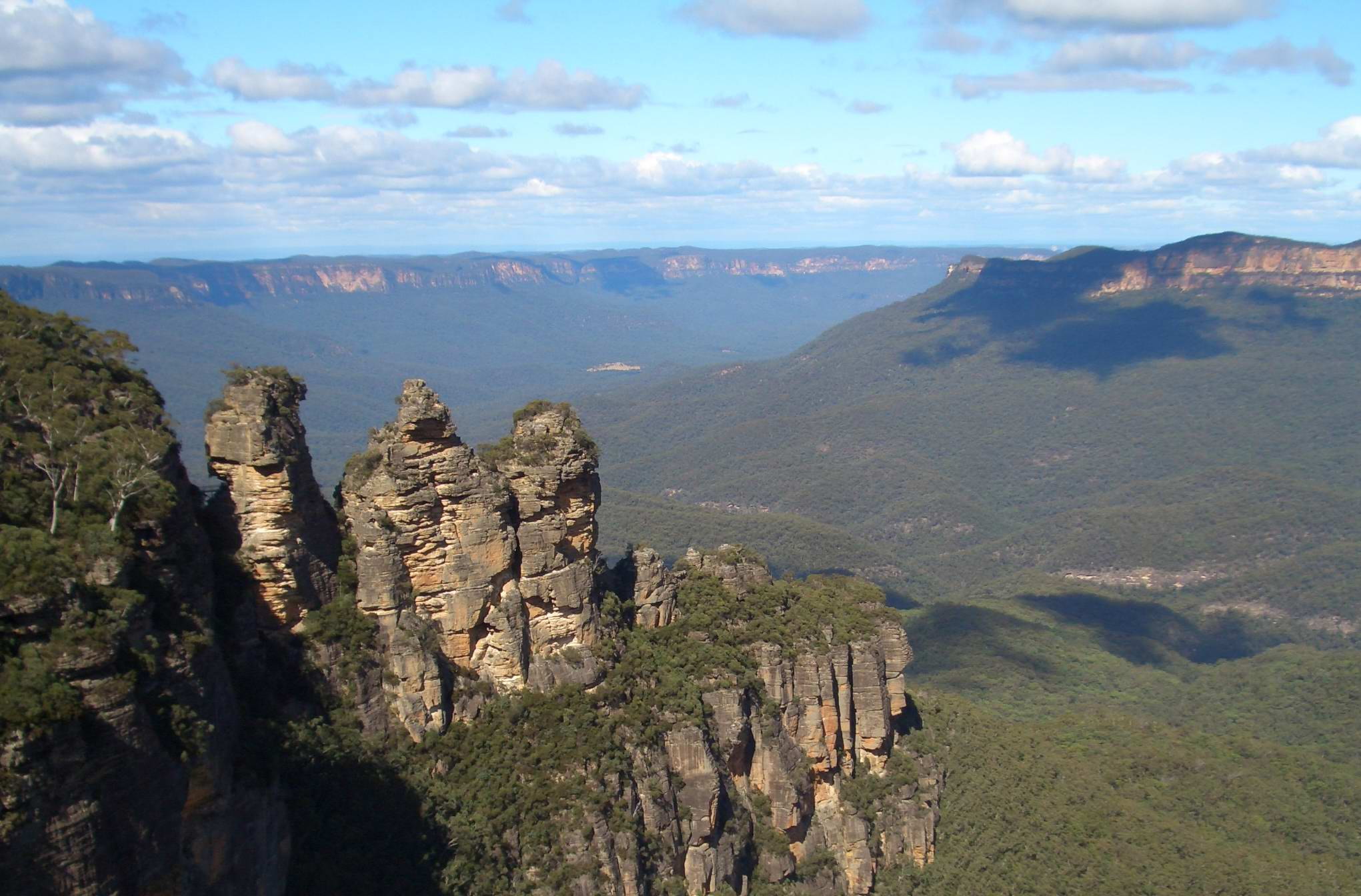
Die Three Sisters und das Jamison Valley

Die Three Sisters (deutsch „Drei Schwestern“) sind eine Felsformation in den Blue Mountains von New South Wales, Australien. Sie liegen etwa 110 Kilometer von Sydney und 2,5 Kilometer von Katoomba entfernt.

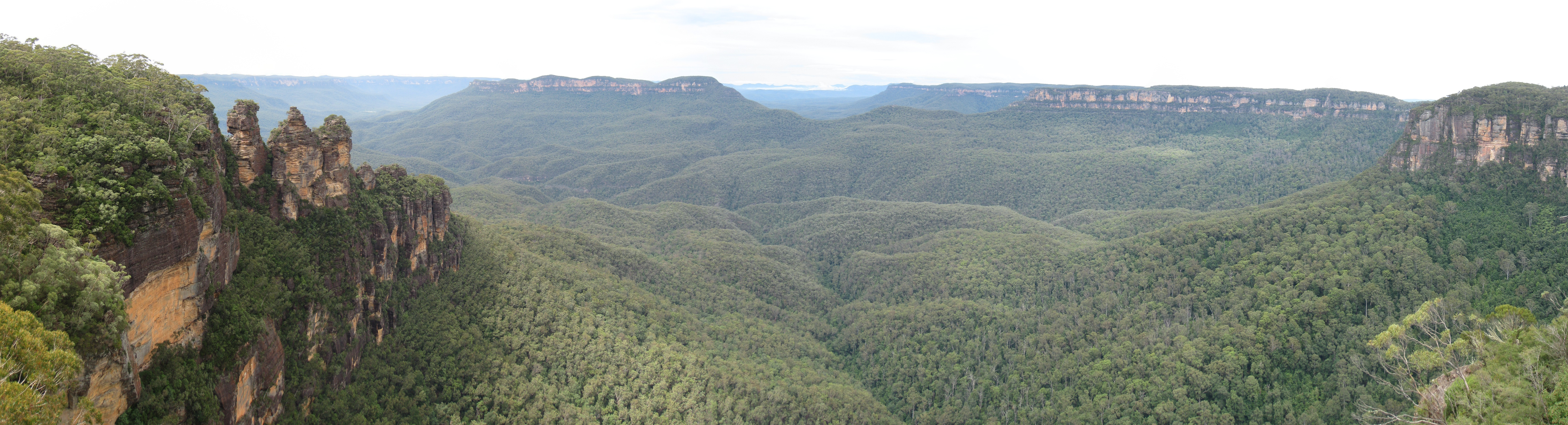
Die Three Sisters in einer Panoramaaufnahme

## Entstehung
Die Three Sisters entstanden aus der stratigrafischen Formation der Narrabeen Group vor etwa 200 Millionen Jahren. Sie liegen in einem Sedimentbecken, dem so genannten Sydneybecken. An den Three Sisters sind deutlich die waagerecht gelagerten Schichten der Sandsteine zu erkennen, die frei gewittert sind. Dieses Gestein hat sich in einer ursprünglichen Flusslandschaft abgelagert und verfestigt. Die Felsentürme der Three Sisters sind durch Erosion entstanden: Die schlecht verkitteten Quarzkörner dieses Sandsteins wurden durch Wind, Regen und Wasser abgetragen; dabei entstanden vertikale Klüfte, bis Felsblöcke abbrachen und dabei die säulenartigen Three Sisters übrig blieben. Weitere vier Stümpfe sind zu sehen, so dass es sich früher wohl um 7 „Schwestern“ gehandelt hat.
Die orange Farbe rührt von einem Eisenoxid her, dem Limonit.

## Lage und Namensgebung
Die Three Sisters sind nahe der Stadt Katoomba über dem Jamison Valley gelegen und sind eines der bekanntesten Wahrzeichen der Blue Mountains. Ihre Namen sind Meehni (922 m), Wimlah (918 m, in zahlreichen Quellen auch Weemala genannt) und Gunnedoo (906 m).

## Traumzeit
Eine australische Traumzeitlegende der Aborigines besagt, dass die drei Schwestern Meehni, Wimlah, und Gunnedoo hier mit ihrem Vater, Tyawan, einem Zauberdoktor, lebten. Nahebei wohnte auch der Bunyip, vor dem sie Angst hatten.
Eines Tages erschrak Meehni, als sie einen Tausendfüssler erblickte und warf nach diesem einen Stein, der aber über die Klippen rollte. Bunyip wachte auf und war verärgert; als er die Schwestern erblickte, ging er wütend auf sie los. Tyawan nahm seinen Zauberknochen und verwandelte die drei nahe beieinander stehenden Schwestern in drei Felstürme, um sie zu schützen.
Der Bunyip wandte sich nun gegen Tyawan, der sich selber in einen Leierschwanz verwandelte und davonflog. Dabei verlor er seinen Zauberknochen, den er auch heute noch sucht; die drei Schwestern warten und hoffen, dass er ihn bald findet.

## Kulturerbe der Aborigines
Bis zur Jahrtausendwende wurde an den Three Sisters geklettert, es gibt 19 Kletterrouten zwischen 31 und 180 Meter Höhenunterschied. Sie dürfen nicht mehr erklettert werden. An den Three Sisters überschneiden sich die Gebiete der
Aboriginesstämme der Gundungarra und Darug. Aus Respekt vor den Aborigines-Traditionen wurde in den ersten Jahren nach 2000 Klettern und Gleitschirmfliegen im Bereich der Three Sisters verboten. Ein genaues Datum ist nicht eruierbar. Die Elder Aunt der Darug Joan Cooper wird zitiert, ihr mache es nichts aus, wenn an den ersten zwei Schwestern geklettert würde, nur die dritte sei heilig.
Am 19. Oktober 2014 hat der Staat New South Wales die Three Sisters zum Kulturerbe der Aborigines (Aborigines Heritage Place) erklärt. Die Elder Aunty der Gundungarra Merle Williams erinnert sich, dass ihr Vater im Tal zu Füßen der Three Sisters geboren wurde und bewahrt im Geheimen die Erinnerung an die Ritzzeichnungen und Malereien, die die Geschichte des Ortes erzählen. Die Ernennung zu einem Aborigenes-Ort bringe die „Anerkennung ihres kulturellen Erbes und das Recht auf Konsultation, wenn Projekte verwirklicht werden sollen“.

## Sonstiges
Die Three Sisters können vom benachbarten Echo Point, einer großflächigen Aussichtsplattform, betrachtet werden. Die Plattform, auf der sich ein Souvenirgeschäft und neben der sich ein Geschäft mit Restaurant befindet, ermöglicht einen Blick in das tiefer liegende Jamison Valley. Unweit der Plattform befindet sich die Seilbahnstation der Scenic Skyway, die über das Tal hinwegführt. Zu den Felsentürmen kann man auf einem Wanderpfad gelangen, der über die Giant Stairways weiter hinunter ins Tal führt.
Vom nahe gelegenen Ort Katoomba aus führt eine Buslinie zum Echo Point.